# سیارک ۳۷۳۵
سیارک ۳۷۳۵ (به انگلیسی: 3735 Trebon، نامگذاری:1983XS) سه هزار و هفتصد و سی و پنجمین سیارک کشف شده‌است که در ۴ دسامبر ۱۹۸۳ کشف شد.
قدر مطلق سیارک برابر ۱۱٫۶۰ است.